# As Mantas da Nossa Terra
As Mantas da Nossa Terra, escrito por José da Silva Júnior, é um hino relativo às mantas de Minde, que são produzidas há mais de 400 anos O hino é largamente difundido pelos nativos de Minde, sendo tocado instrumentalmente pela Orquestra da Sociedade Musical Mindense.

## Letra
A letra reflete sobre a incomparável qualidade das Mantas de Minde, sendo consideradas as melhores de Portugal. Segue a letra completa abaixo:

Mantas da nossa Terra
Tão boas tão catitas
Fabricadas lá na serra
Não há mantas mais bonitas

Tomem nota meus senhores
Na verdade é essencial
As nossas são as melhores
P’las feiras de Portugal

Pretas , pardas e de côr
São de lã e algodão
Contentam todos os gostos
Mantas do meu coração.

Lindas Mantas lá de Minde
Fortes e belas e garridas
São tecidas a cantar
Pelas nossas raparigas.